# 拉翁斯
拉翁斯（法語：Lahonce，法語發音：[la.ɔ̃s]）是法国大西洋比利牛斯省的一个市镇，属于巴约讷区。

## 地理
拉翁斯（43°28'57"N, 1°23'28"W）面积9.47 平方千米，位于法国新阿基坦大区大西洋比利牛斯省，该省份为法国东南部省份，涵盖了贝阿恩与北巴斯克，西临大西洋比斯開灣，北至朗德省，东北接热尔省，东临上比利牛斯省，南与西班牙接壤。
与拉翁斯接壤的市镇（或旧市镇、城区）包括：圣马丹德塞尼昂、塔尔诺斯、巴约讷、穆盖尔、于尔屈特。
拉翁斯的时区为UTC+01:00、UTC+02:00（夏令时）。

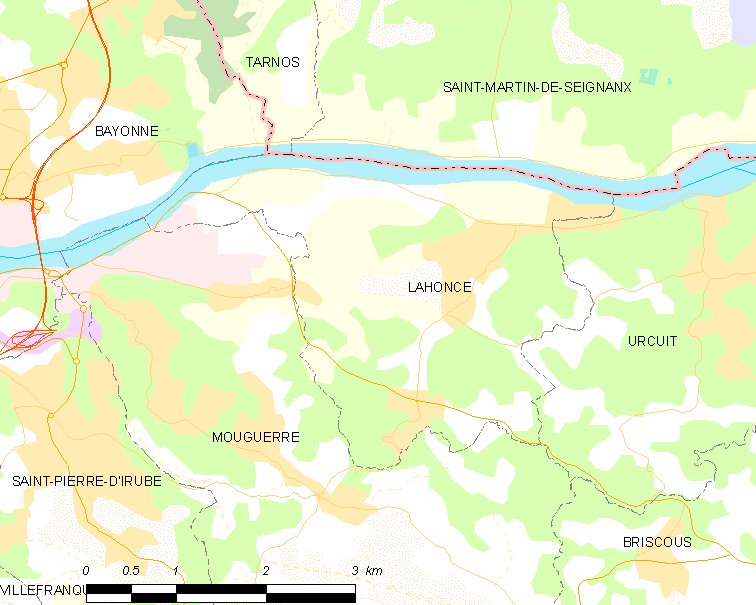
拉翁斯的OSM定位图

## 行政
拉翁斯的邮政编码为64990，INSEE市镇编码为64304。

## 政治
拉翁斯所属的省级选区为尼夫-阿杜尔县。

## 人口

1962-2008年间拉翁斯人口变化图示

拉翁斯于2022年1月1日时的人口数量为2736人。